# Sara Tardini
Sara Tardini (Modena, 8 luglio 1996) è una calciatrice italiana, centrocampista del Bologna.

## Carriera

### Club
Sara Tardini arriva alla Reggiana del tecnico Milena Bertolini dal San Paolo Modena, dove si era messa in luce per la sua propensione al gol, durante il calciomercato estivo 2012, così da rinforzare la squadra allora iscritta alla Serie C regionale dell'Emilia-Romagna. Alla sua prima stagione in maglia granata sfiora la promozione in Serie B, con la squadra classificatasi seconda nel girone unico dietro al New Team Ferrara, per poi festeggiare sia la promozione sia la Coppa Italia Emilia-Romagna al termine della stagione 2013-2014.
Tardini rimane legata alla squadra di Reggio Emilia per le stagioni successive, da allora tutte giocate in Serie B, fino alla stagione 2016-2017, quando la società, dopo tre giornate di campionato, cambierà nome in Sassuolo poiché accordatasi col Sassuolo maschile per diventarne ufficialmente la sezione femminile. Questa formazione vincerà il girone B del campionato di Serie B 2016-2017.
Nel 2017-2018 Tardini esordisce così in Serie A, con un Sassuolo che termina al nono posto e si vedrà costretto a giocarsi la salvezza ai play-out, nell'incontro del 27 maggio 2018 vinto per 3-0 con la Roma CF. Tardini si congeda dalla società al termine della stagione, con 22 presenze in campionato e 2 reti realizzate.
Prima della chiusura del calciomercato estivo 2018 il ChievoVerona Valpo annuncia di aver chiuso il mercato con l'ingaggio di Tardini, la quale va a raggiungere le ex compagne in neroverde Stefania Tarenzi, Eleonora Prost e Stefania Zanoletti.
Dopo la mancata iscrizione del ChievoVerona Valpo alla Serie A 2019-2020, in seguito al termine della collaborazione con il Chievo maschile, Tardini rimane nel Veronese, scendendo in Serie B, accordandosi con la Fortitudo Mozzecane.
Dopo esservi rimasta una stagione, una nuova collaborazione con il Chievo dà vita a una nuova squadra, iscritta al campionato di Serie B come ChievoVerona FM; Tardini è tra quelle giocatrici che decidono di rimanere nella nuova realtà societaria legandosi per altre tre stagioni al club veronese, segnando un totale di 5 reti, contribuendo al quarto posto in campionato nella stagione 2021-2022.
Durante la sessione estiva di calciomercato viene annunciato il suo arriva al Genoa.
A seguito di 29 presenze nel campionato cadetto con la maglia del Grifone, nell'estate 2024 si accasa al Bologna. Il 15 settembre dello stesso anno segna la sua prima rete con il club emiliano, nella vittoria contro la San Marino Academy (5-1).

### Nazionale
Tardini inizia ad essere convocata dalla Federazione Italiana Giuoco Calcio (FIGC) fin dal 2012, quando disputerà tre amichevoli nel mese di marzo, per poi debuttare in gara ufficiale il 9 aprile 2013, nell'incontro pareggiato 2-2 con le pari età della Repubblica Ceca e valido per il secondo turno di qualificazione all'edizione 2013 del campionato europeo di categoria. Tardini viene impiegata in tutti e tre gli incontri del gruppo 4 che vide le Azzurrine classificarsi al terzo posto, mancando la qualificazione alla fase finale a causa dell'unica partita persa con la Svizzera.
Sempre del 2013 è il debutto in Under-19, inserita ancora da Corradini in rosa per la prima fase di qualificazione all'Europeo di Norvegia 2014. Tardini gioca due dei tre incontri del gruppo 7, dove va a segno in quello del 23 settembre, siglando al 73' la rete del 3-0 sull'Albania, incontro poi finito 4-0 per le Azzurrine, condividendo ancora una volta con le compagne la mancata qualificazione alla fase successiva.
Dall'ottobre 2017 è tra le convocate dal Commissario tecnico Milena Bertolini nella nazionale maggiore, dove rimarrà a disposizione del tecnico per l'incontro con la Romania del 24 ottobre. Da allora Tardini è stata più volte inserita in rosa, senza tuttavia essere scesa in campo.

## Statistiche

### Presenze e reti nei club
Statistiche aggiornate al 25 aprile 2025.
| Stagione                  | Squadra                   | Campionato                | Campionato | Campionato | Coppe nazionali | Coppe nazionali | Coppe nazionali | Coppe continentali | Coppe continentali | Coppe continentali | Altre coppe | Altre coppe | Altre coppe | Totale | Totale |
| Stagione                  | Squadra                   | Comp                      | Pres       | Reti       | Comp            | Pres            | Reti            | Comp               | Pres               | Reti               | Comp        | Pres        | Reti        | Pres   | Reti   |
| ------------------------- | ------------------------- | ------------------------- | ---------- | ---------- | --------------- | --------------- | --------------- | ------------------ | ------------------ | ------------------ | ----------- | ----------- | ----------- | ------ | ------ |
| 2014-2015                 | Reggiana                  | B                         | 25         | 5          | CI              | 4               | 2               | -                  | -                  | -                  | -           | -           | -           | 29     | 7      |
| 2015-2016                 | Reggiana                  | B                         | 22         | 4          | CI              | 1+              | 0               | -                  | -                  | -                  | -           | -           | -           | 23+    | 4      |
| Totale Reggiana           | Totale Reggiana           | Totale Reggiana           | 47         | 9          |                 | 5+              | 2               |                    | -                  | -                  |             | -           | -           | 52+    | 11     |
| 2016-2017                 | Sassuolo                  | B                         | 26         | 10         | CI              | 2               | 1               | -                  | -                  | -                  | -           | -           | -           | 28     | 11     |
| 2017-2018                 | Sassuolo                  | A                         | 22         | 2          | CI              | 4               | 0               | -                  | -                  | -                  | -           | -           | -           | 26     | 2      |
| Totale Sassuolo           | Totale Sassuolo           | Totale Sassuolo           | 48         | 12         |                 | 6               | 1               |                    | -                  | -                  |             | -           | -           | 54     | 13     |
| 2018-2019                 | ChievoVerona Valpo        | A                         | 13         | 0          | CI              | 1               | 0               | -                  | -                  | -                  | -           | -           | -           | 14     | 0      |
| 2019-2020                 | Fortitudo Mozzecane       | B                         | 14         | 0          | CI              | 2               | 0               | -                  | -                  | -                  | -           | -           | -           | 16     | 0      |
| 2020-2021                 | ChievoVerona FM           | B                         | 25         | 1          | CI              | 2               | 0               | -                  | -                  | -                  | -           | -           | -           | 27     | 1      |
| 2021-2022                 | ChievoVerona FM           | B                         | 17         | 1          | CI              | 1               | 0               | -                  | -                  | -                  | -           | -           | -           | 18     | 1      |
| 2022-2023                 | ChievoVerona FM           | B                         | 28         | 3          | CI              | 4               | 0               | -                  | -                  | -                  | -           | -           | -           | 32     | 3      |
| Totale ChievoVerona Women | Totale ChievoVerona Women | Totale ChievoVerona Women | 70         | 5          |                 | 7               | 0               |                    | -                  | -                  |             | -           | -           | 77     | 5      |
| 2023-2024                 | Genoa                     | B                         | 29         | 0          | CI              | 1               | 0               | -                  | -                  | -                  | -           | -           | -           | 30     | 0      |
| 2024-2025                 | Bologna                   | B                         | 25         | 1          | CI              | 2               | 0               | -                  | -                  | -                  | -           | -           | -           | 27     | 1      |
| Totale carriera           | Totale carriera           | Totale carriera           | 246+       | 27+        |                 | 24+             | 3+              |                    | -                  | -                  |             | -           | -           | 270+   | 30+    |

## Palmarès

### Club
- Campionato italiano di Serie B: 1

Reggiana-Sassuolo: 2016-2017